# Шатой
Шато́й (чечен. Шуьйта) — село на юге Чеченской Республики. Административный центр Шатойского района.
Административный центр муниципального образования «Шатойское сельское поселение».

## География
Находится в южной части республики, на правом берегу реки Аргун, в Аргунском ущелье. Расстояние до города Грозный составляет 57 км.
Ближайшие населённые пункты: на северо-западе — сёла Хаккой, Сюжи и Большие Варанды; на северо-востоке — село Зоны; на юго-востоке — сёла Бекум-Кале и Памятой; на юге — сёла Вярды и Гуш-Керт; на юго-западе — село Вашиндарой.

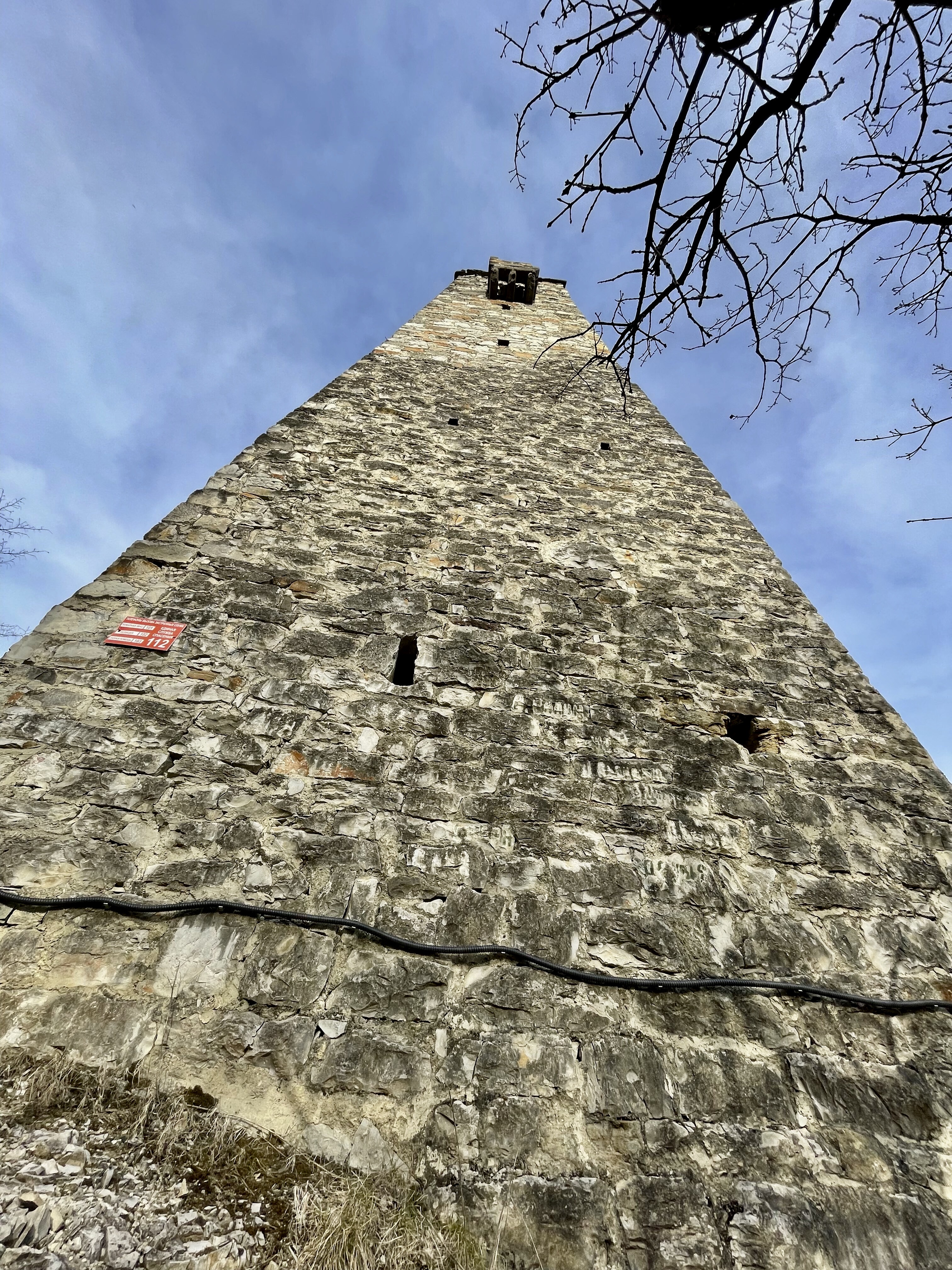
Шатой. Боевая башня

## История

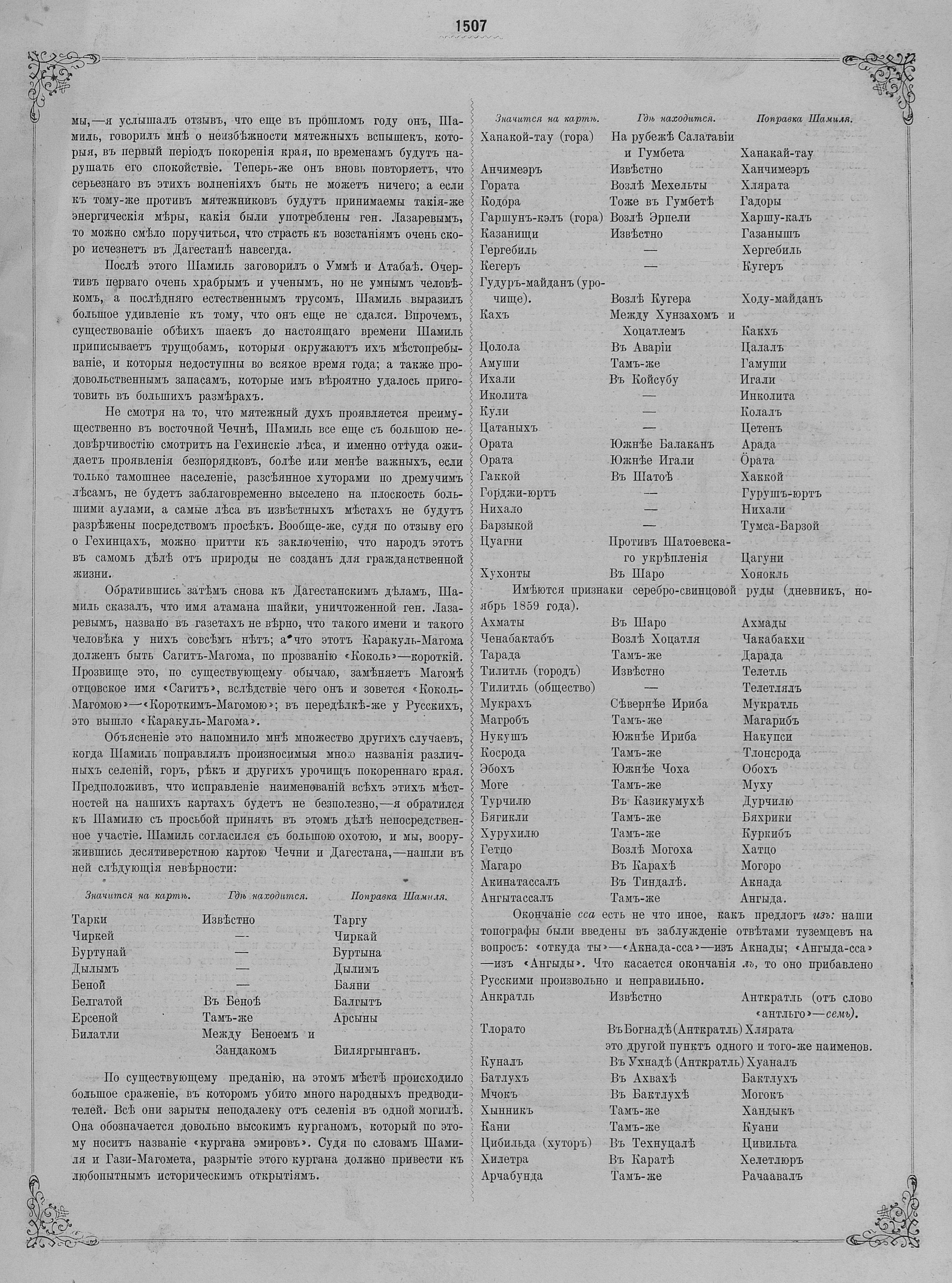
Поправки сделанные Шамилем на карте Чечни и Дагестана (Хаккой и Цагуни).

Шатой своеобразный археологический и архитектурный музей, последний хранитель культа переднеазиатских богов, пронизанный мощными физическими полями глубоко положительными для жизни, неохотно раскрывает свои тайны. Согласно историческим данным собственно Шатоевское вольное общество или «федерация» объединяла в средние века такие крупные кланы-общества, как: Варандой, Вашандарой, Г1аттой, Келой, Маьршлой, Пхьамтой, Саной, Саттой, Тумсой и Хьаккой. К ним добавляют также кланы Дехастой, Мускулхой, Нихлой и Халгой.

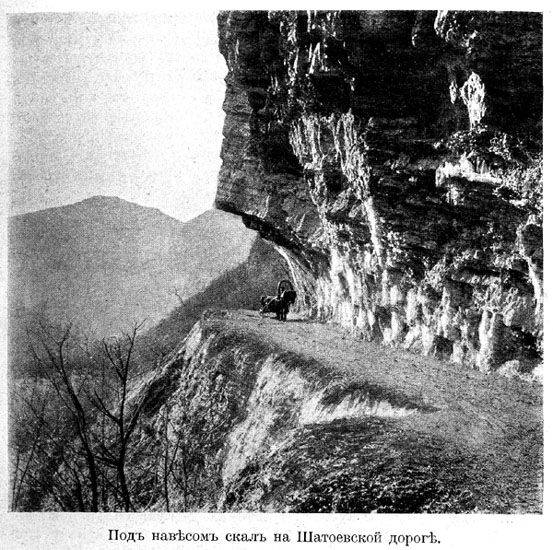
Старая дорога в Шатой.

Исходя из хронологии архивных данных: «Акты, собранные Кавказской археографической комиссией» и фундаментального издания: «Чечня на завершающем этапе Кавказской войны»:

Закончив строительство Аргунского укрепления, Евдокимов решил продолжить наступление вверх по Аргунскому ущелью. 4 июля 1858 года передовые части армии, под командованием Евдокимова, вышли на стратегическое урочище в районе нынешнего села Зоны. Затем, совершив отвлекающий манёвр в сторону Ведено, 8 июля 1858 года Евдокимов предпринял ожесточенный штурм, с применением всей артиллерии на укрепления шатойцев вверх по ущелью. Русский отряд едва не был разбит. В конечном итоге, благодаря артиллерии и новейшему стрелковому оружию с механическим затвором и почти метровым штыком, русские войска одержали победу над укреплениями в Аргунских воротах.
30 июля 1858 года, после длительной артиллерийской подготовки и ожесточенного сражения была захвачена и столица Шатойского вилайета — Шатой.

На правом берегу Чанты-Аргуна находится аул Хаккой, сожженный тавлинцами, когда мы были расположены ещё на левом берегу Аргуна, занят был генерал — майором Кемфертом сильными передовыми постами при горных орудиях. На этом же берегу Чанты-Аргуна возвышается гора Хаккой-Лам, подошва которой покрыта довольно большим лесом, а вершина отличной травой для снабжения будущего укрепления сеном.

Утром 9 августа 1858 года генерал-лейтенантом Евдокимовым, на месте сожжённого тавлинцами аула Хаккой была заложена крепость Шатой, для штаб-квартиры Навагинского пехотного полка, как царское укрепление против горцев, вследствие чего 9 августа 1858 года является датой образования села Шатой.
Основу населения села и крепости при нём до 1918 года составляли русские, которые были переселены царской властью на земли тайпа Хаккой. Внутри крепости имелись православная церковь и укрепление, где стояли две роты. В слободе проживало до 50 семейств русских и две семьи греков. Во время Октябрьской революции и Гражданской войны основная часть русского населения выехала, кроме двух-трёх семейств, потомки которых проживают и ныне в Шатое.
После депортации в 1944 году коренного населения региона, село было населено преимущественно русскими поселенцами из центральной России и переименовано указом Президиума Верховного Совета РСФСР в Советское, после чего вошло как райцентр в состав Советского района Грозненской области.
В 1989 году указом Президиума Верховного Совета РСФСР село Советское переименовано в Шатой.

## Население
| 1939 | 1959  | 1970  | 1979  | 1989  | 2002  | 2010  |
| ---- | ----- | ----- | ----- | ----- | ----- | ----- |
| 1385 | ↗1588 | ↗1974 | ↗2106 | ↗2200 | ↘1771 | ↗2953 |

Национальный состав
Национальный состав населения села по данным Всероссийской переписи населения 2010 года:
| Народ      | Численность, чел. | Доля от всего населения, % |
| ---------- | ----------------- | -------------------------- |
| чеченцы    | 2 540             | 86,01 %                    |
| русские    | 124               | 4,20 %                     |
| аварцы     | 94                | 3,18 %                     |
| табасараны | 66                | 2,24 %                     |
| другие     | 129               | 4,37 %                     |
| всего      | 2 953             | 100,00 %                   |

## организация поддержки СМП
- ГУП "Шатойский бизнес-центр (инкубатор)[18][19]

## Образование
- Шатойская муниципальная средняя общеобразовательная школа[20].
- Шатойская муниципальная вечерняя общеобразовательная школа[21].

## Известные уроженцы
•   Алсултанов Умалт Ахмадович — генерал, первый Министр внутренних дел Чечено-Ингушской Республики и Чеченской Республики.
- Абдулаев, Абуязит Абдулаевич - многолетний руководитель Шатойского (Советского) района
- Абдулаев Мовлади Абуязидович — тяжелоатлет,  мастер спорта СССР, тренер, судья международной категории, автор первого веб-сайта про чеченский спорт и одного из первых в России сайтов про тяжелую атлетику.
- Алиев Ирисхан Солтагиревич — чеченский генерал в Русской императорской армии, герой четырёх войн, маршал артиллерии[22].
- Алиев Хасан - балетмейстер, создатель танцевального ансамбля "Башлам".
- Бета Ачхоевский — наиб имама Шамиля в период Кавказской войны (1817—1864).
- Гугаев Салаудин — организатор и вдохновитель идеи реабилитации чеченского и других репрессированных народов в период сталинизма. Первым организовал пикет перед зданием ООН в Нью-Йорке, в знак протеста высылки чеченского народа в 1944 году.
- Мальцагов Докку Ахмедович — народный артист России, руководитель школы искусств имени Махмуда Эсамбаева в Москве.
- Мурад — наиб имама Шамиля в период Кавказской войны (1817—1864).
- Мусаев Расул Абусалманович — профессор МГУ, доктор экономических наук.
- Окуев Шима Хамидович - писатель, поэт, прозаик, член Сюза Писателей СССР
- Хатуев Ислам Заутдинович — директор департамента мониторинга СМИ министерства Чеченской Республики по внешним связям, национальной политике, печати и информации. Кандидат исторических наук, доцент Чеченского государственного университета. Член Союза писателей России, заслуженный журналист Чеченской Республики.
- Шамилев Саидбек Руманович — кандидат экономических наук, профессор и доцент Чеченского государственного университета.
- Шовхалов Асхаб Ахмедович — мастер спорта СССР, многократный чемпион Чечено-Ингушетии и Чеченской Республики по гиревому спорту, неоднократный призер спортивных олимпиад России, призер первенства Вооружённых Сил СССР.

## Галерея

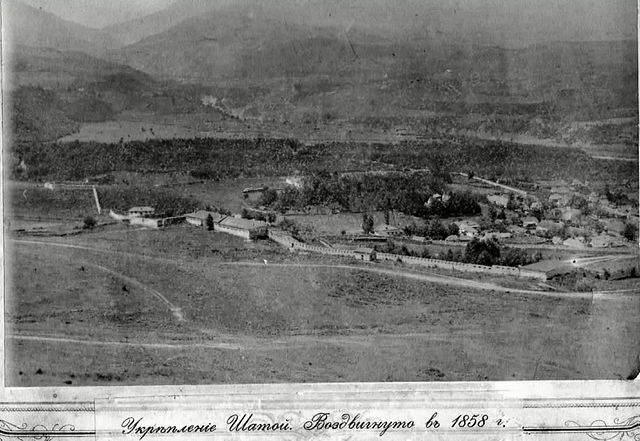
Укрепление Шатой. Воздвигнуто в 1858 году на месте сожженного аула Хаккой. Вид с северо-востока.
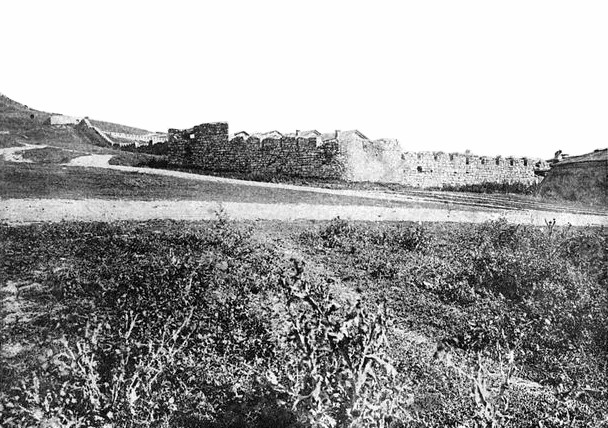
Укрепление Шатой. Воздвигнуто в 1858 году на месте сожженного аула Хаккой. Вид с северо-запада.
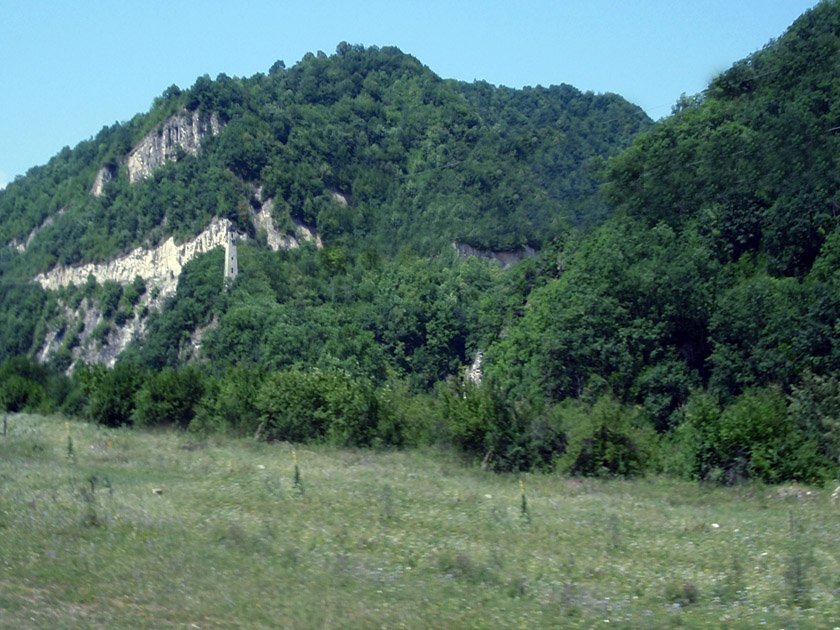
Башня находится прямо у въезда в Шатой, на левом берегу реки Аргун, на северной окраине села Хаккой.
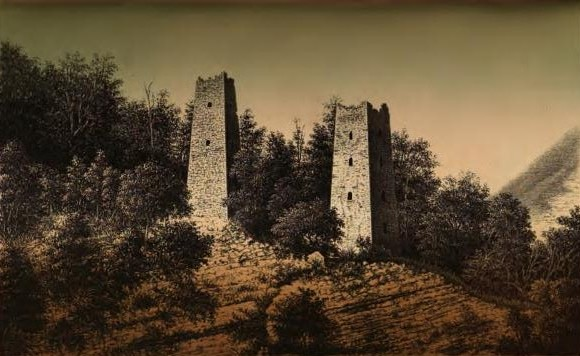
Башни Хаккой до 1868 г.
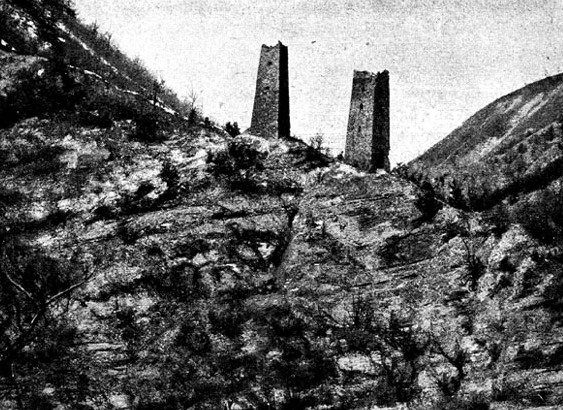
Башни Хаккой до 1910 г.
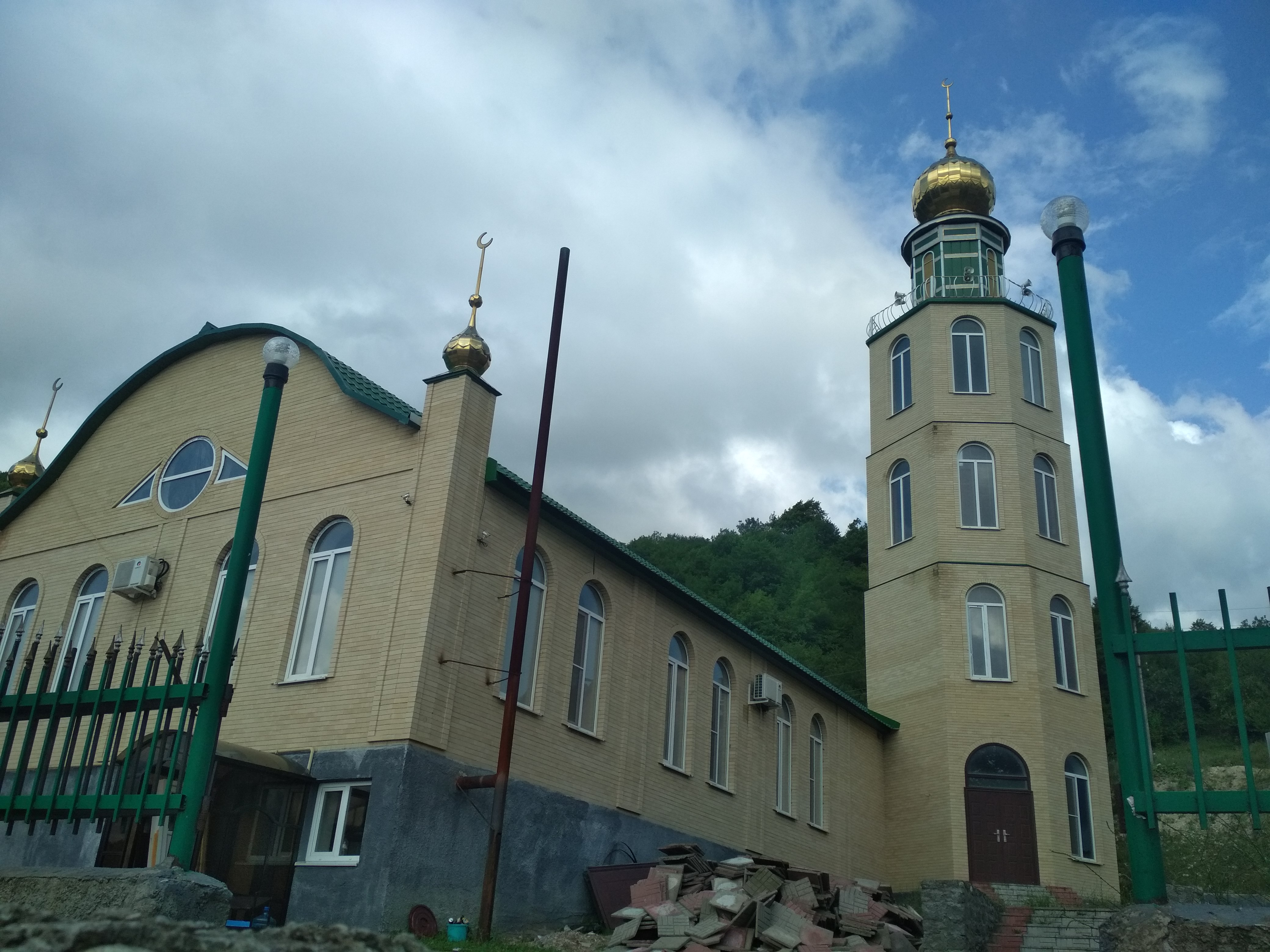
Мечеть в Шатое
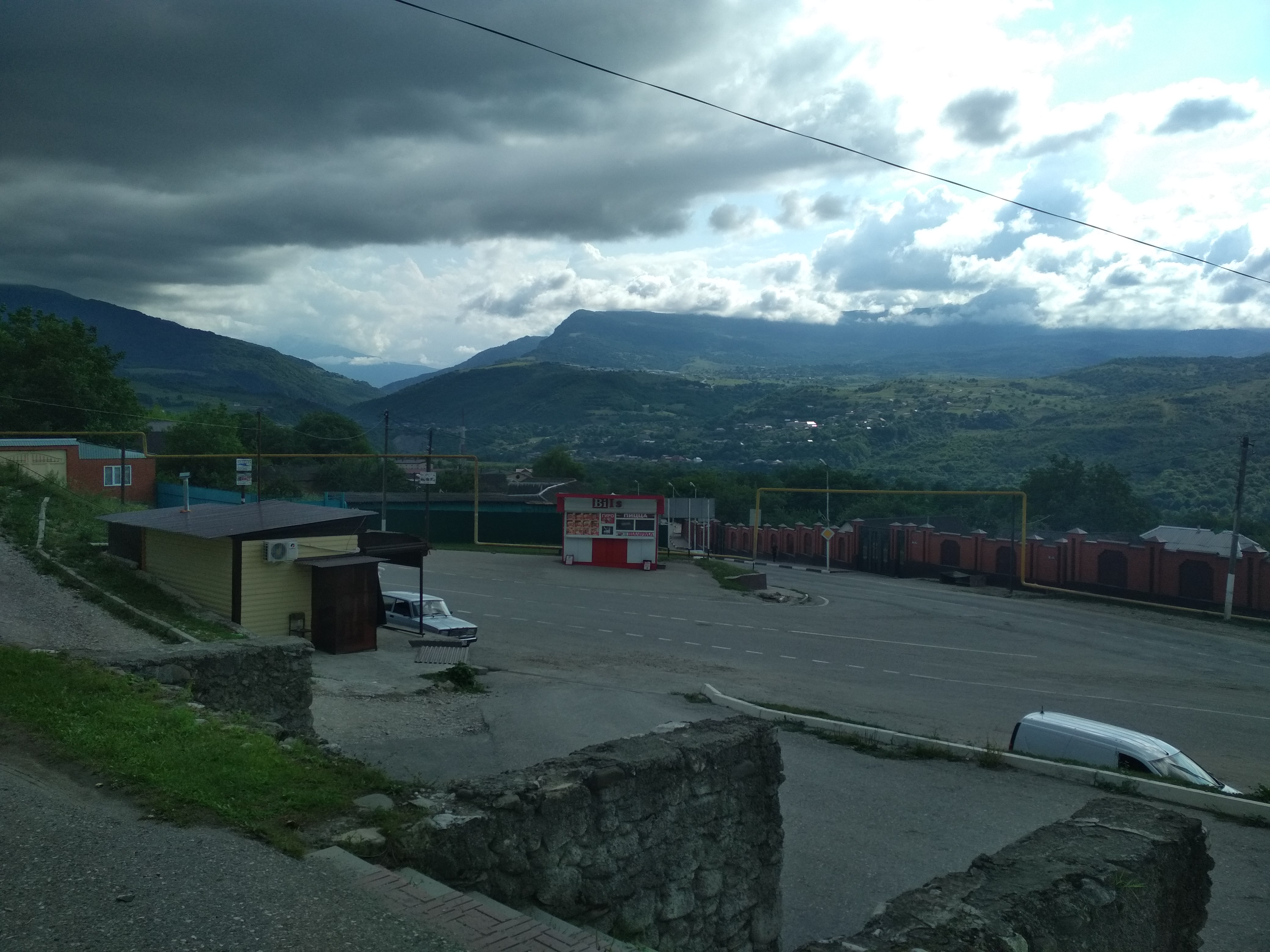
Шатой
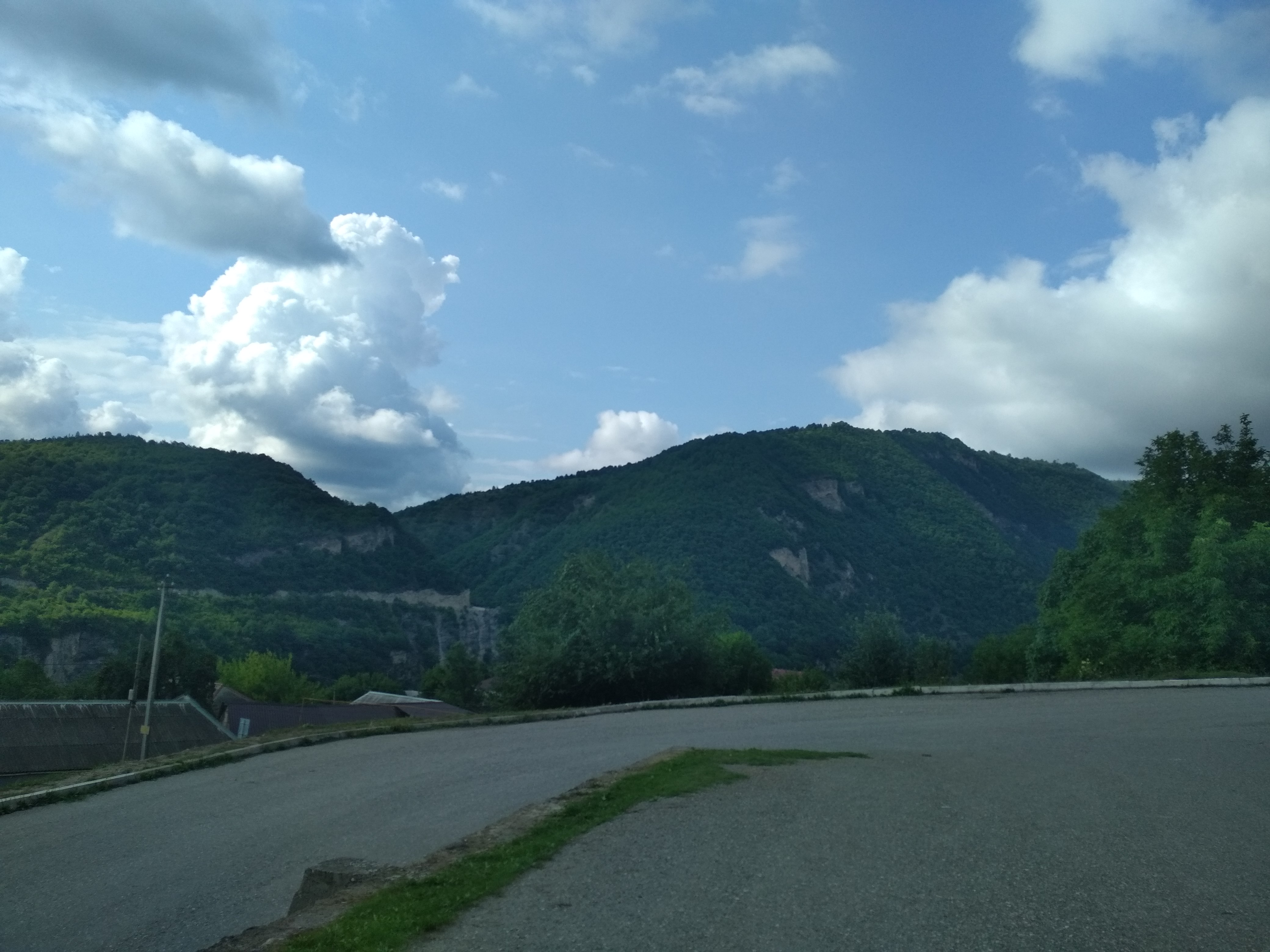
Шатой
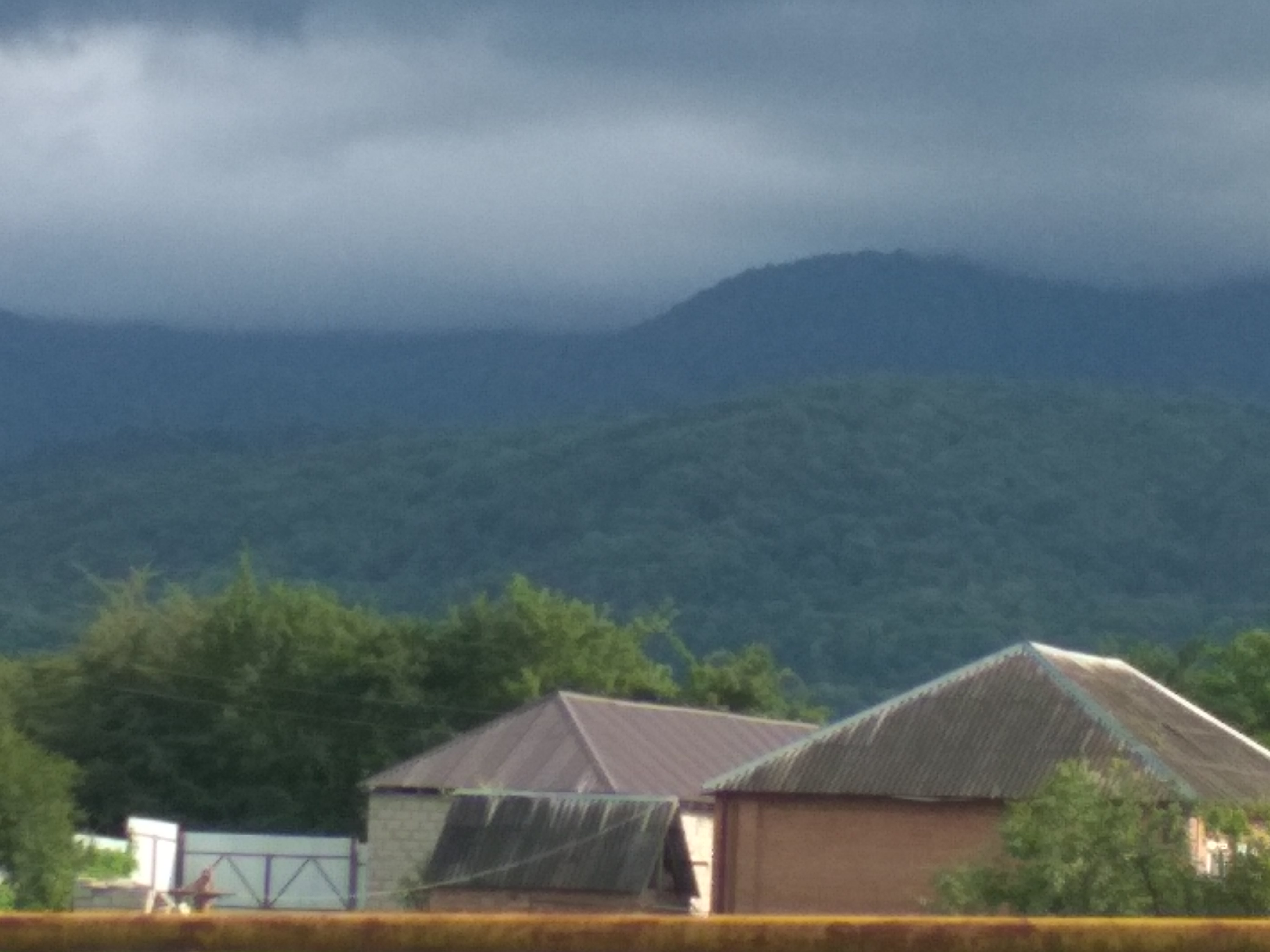
Шатой
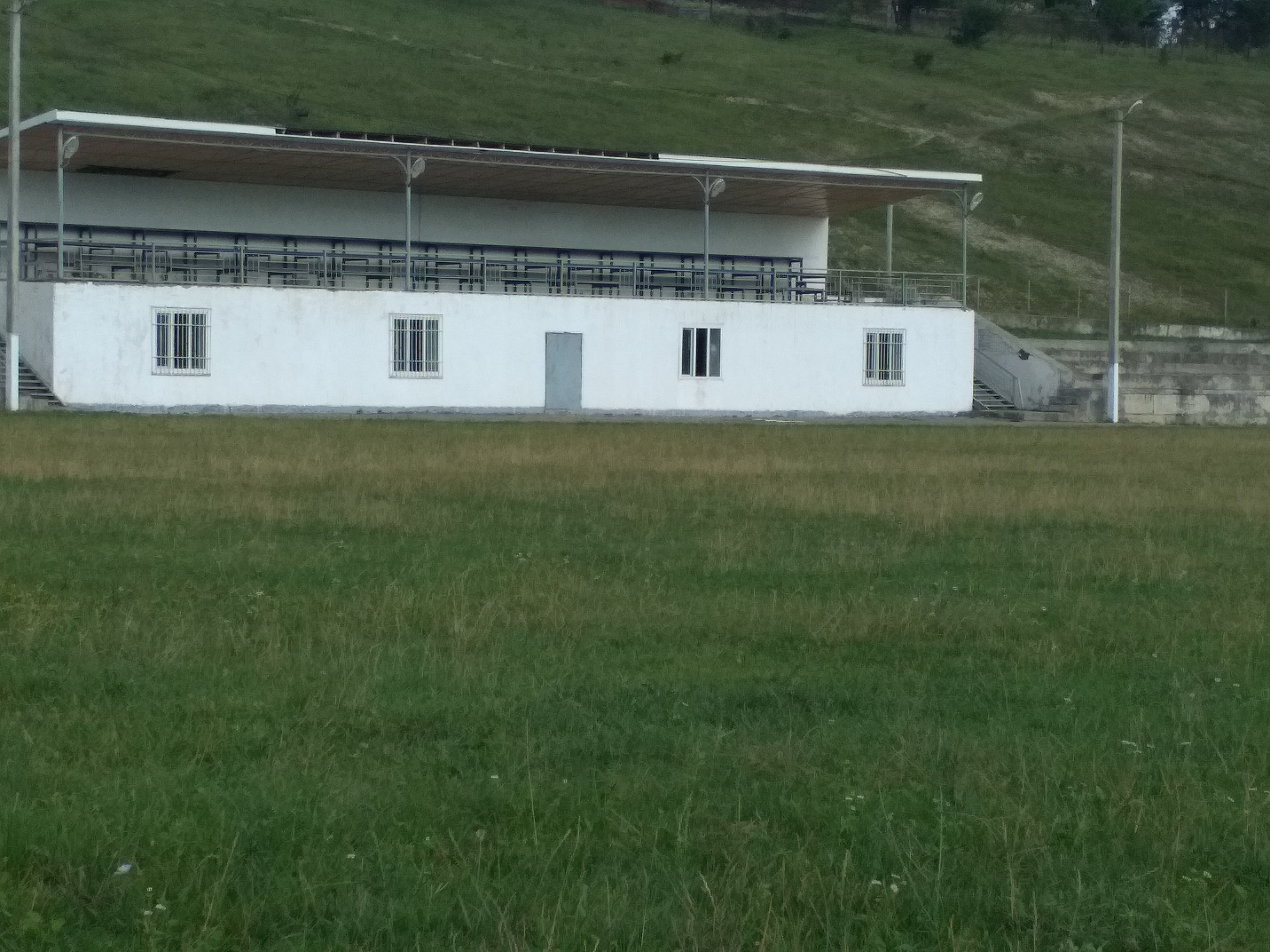
Шатойский стадион
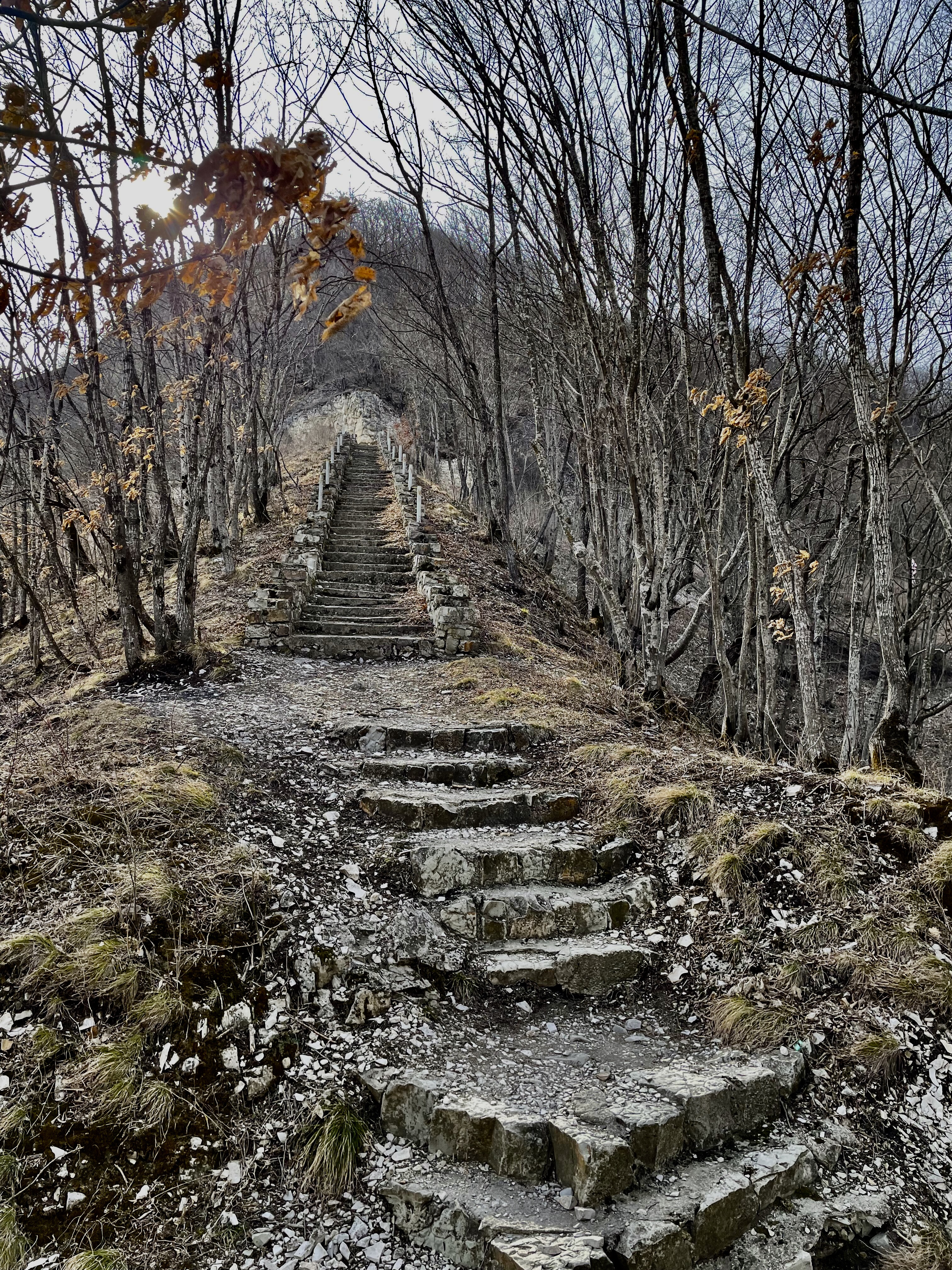
Шатой. Лестница к средневековой башне